# Bettadabeedu, Heggadadevankote
Bettadabeedu là một làng thuộc tehsil Heggadadevankote, huyện Mysore, bang Karnataka, Ấn Độ.